# طوطی آمازون پس‌سرزرد
طوطی آمازون پس‌سرزرد یا طوطی پس‌سرزرد (نام علمی: Amazona auropalliata) یک طوطی آمازون گسترده‌است که گاهی به عنوان زیرگونه آمازون تاج‌زرد (Amazona ochrocephala) در نظر گرفته می‌شود. در سواحل اقیانوس آرام در جنوب مکزیک و آمریکای مرکزی ساکن است. اخیراً توسط فهرست سرخ IUCN به دلیل کاهش چشمگیر دامنه آن به عنوان در در بحران انقراض طبقه‌بندی شده‌است. آمازون‌های پس‌سرزرد بیش از ۹۲ درصد از جمعیت خود را در سه نسل گذشته از دست داده‌اند.
همانند بسیاری از گونه‌های طوطی، از آجیل، انواع سته‌ها، دانه‌ها و میوه‌ها تغذیه می‌کند.

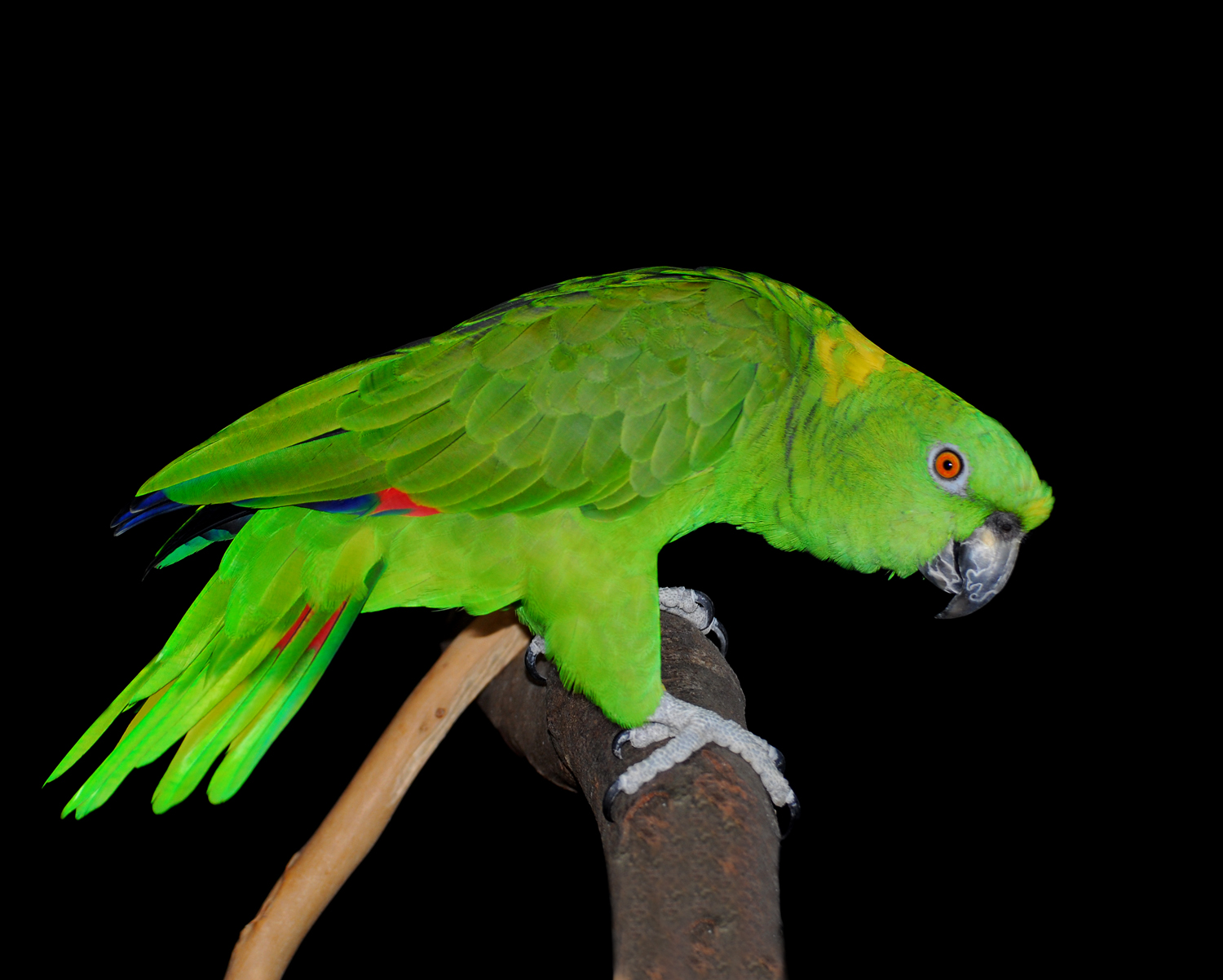
بالغ